# 藤田正方
藤田 正方（ふじた まさかた、1846年（弘化3年）9月12日 -1886年（明治19年）9月9日）は明治期の医師。旧丸岡藩医。1880年（明治13年）東京薬科大学の前身である「私立東京薬舗学校」を創設し校長に就任したが、数年後コレラに冒され40歳で急逝した 。

## 来歴
1846年（弘化3年）越前国丸岡谷町（現在の福井県北部）で旧丸岡藩藩医藤田正中の長男として生まれた。祖父の藤田天洋も丸岡藩藩主の侍医を務めた人物であった。幼年時代に漢学を修めた後、1863年（文久2年）黒川良安の門に入り蘭学修行に励んだ。1868年（明治元年）9月医学校に入学、イギリス人医師ウィリアム・ウィリス、オランダ人医師アントニウス・ボードウィン、ドイツ人医師テオドール・ホフマンらに師事し西洋医薬学を学んだ後、1872年（明治5年）1月神田松永町で医院を開業した。
医学校を卒業後は後身校の大学東校、第一大学区医学校で後身の指導にもあたった。その後薬舗開業試験受験者の予備教育を開始、この経験をもとに「私立東京薬舗学校」を開設した。